# Джандзядзие
 Тази статия е за градската префектура в Китай.  За националния парк вижте Джандзядзие (национален парк).  
Джандзядзие (на традиционен китайски: 张家界, на опростен китайски: 張家界, на пинин: Zhāngjiājiè; тудзя Zanxjiaxgaif /tsán tɕá kǎi/) е градска префектура в северозападната част на провинция Хунан, Китай. Префектурата обхваща районите Йондин и Улинюен и окръзите Цили и Санджъ. 
Градската префектура граничи с Чандъ на изток, Хуайхуа на юг,  с автономната префектура Сянси на югозапад и с автономната префектура Ъншъ на провинция Хубей на северозапад. Джандзядзие се намира в предимно планински терен, във вътрешността на планините Улин. Районът е карстов и е характерен с много карстови скали, върхове, пещери и други карстови образувания. Река Лишуeй тече през цялата територия на градската префектура. Общата площ на града е 9 534 квадратни километра и има население от 1,524 милиона жители (по данни от 2015 г.), като над 60% от него са етнически  тудзя. 
Джандзядзие е известна туристическа дестинация, позната още като „3000 странни върха и 800 красиви води“. В префектурата се намира известният Национален парк „Джандзядзие“, чието име градската префектура носи от 1994 г. Като част от парка са и пясъчникови върхове на Улинюен, чийто пейзаж е изключително живописен и е включен в списъка на световното природно наследство на ЮНЕСКО през декември 1992 г.
Общинското народно правителство на градската префектура Джандзядзие се намира на улица „Нанджуанпин“, район Йондин.

## Административно деление
Джандзядзие е състои от два окръга от два района.
- Йондин (на опростен китайски: 永定区) (обхваща централната застроена част на град Джандзяджие)
- Улинюен (на опростен китайски: 武陵源区)
- Цили (на опростен китайски: 慈利县)
- Санджъ (на опростен китайски: 桑植县)

| Map                                                        |
| ---------------------------------------------------------- |
| район · Йондин район · Улинюен окръг · Цили окръг · Санджъ |

## История
Още през каменната ера хората са обитавали района по двата бряга на река Лишуеи (основната река в Джандзядзие). В миналото градът е бил наречен Даюн (на китайски: 大庸, на пинин: Dà yōng) и има документирана история, датираща от 221 г. пр.н.е.
През 1994 г. китайските власти решават да преименуват град Даюн и цялата префектура по името на близкия Национален парк „Джандзядзие“, за да му се придаде по-голяма известност, тъй като през 1992 г. паркът е обявен за обект на световното културно наследство на ЮНЕСКО. От друга страна националният парк е получил името си от малко селце, разположено в неговите граници и е популярна туристическа атракция в парка. Името е трисричково (张家界) и може да се тълкува по следния начин: „Джан“ (张) е често срещано фамилно име в Китай; „дзя“ (家) може да се преведе като „семейство“, а „дзие“ (界) може да се преведе като „родина“, което дава пълния превод на „родина на семейство Джан“.